# 영천시·영천군·경산군
영천시·영천군·경산군은 대한민국의 옛 국회의원 선거구이다. 당시 경상북도 영천시, 영천군, 경산군 지역을 관할했다.

## 역사
1981년 7월, 영천군 영천읍이 영천시로 승격되었다. 이에 제12대 국회의원 선거를 앞두고 영천군·경산군 선거구가 영천시·영천군·경산군로 개편되면서 신설되었다.
제13대 국회의원 선거를 앞두고 영천시와 영천군은 영천시·영천군 선거구를 이루게 되고 경산군은 청도군과 함께 경산군·청도군 선거구를 이루게 됨에 따라 폐지되었다.

## 역대 국회의원
| 선거   | 정당 | 정당       | 1위 의원 | 정당 | 정당       | 2위 의원 |
| ------ | ---- | ---------- | -------- | ---- | ---------- | -------- |
| 1985년 |      | 민주정의당 | 염길정   |      | 신한민주당 | 권오태   |

## 역대 선거 결과

### 대한민국 제12대 국회의원 선거
|  | 31.50% |

|  | 24.48% |

|  | 17.17% |

|  | 16.14% |

|  | 6.04% |

|  | 4.63% |